# Myoglanis aspredinoides
Myoglanis aspredinoides es una especie de peces de la familia Heptapteridae en el orden de los Siluriformes.

## Morfología
• Los machos pueden llegar alcanzar los 9,6 cm de longitud total.

## Hábitat
Es un pez de agua dulce y de clima tropical.

## Distribución geográfica
Se encuentra en Sudamérica ríe Ventuari ( cuenca del río Orinoco en Venezuela ).